# Kutry ratownicze typu R-27
Kutry ratownicze typu R-27 – seria kutrów ratowniczych zbudowanych w latach 1974-1976 w gdańskiej Stoczni Wisła na zamówienie Polskiego Ratownictwa Okrętowego. Autorem projektu był inż. Władysław Dziekoński z biura projektowego PROREM.
Kutry typu R-27 były jednostkami łączącymi funkcje statku ratowniczego i holownika morskiego. Miały klasę lodową L3. Wnętrze dzieliło się na 7 przedziałów wodoszczelnych; konstrukcja stalowego kadłuba zapewniała niezatapialność jednoprzedziałową. Długość kadłuba wynosiła 30,4 m, długość między pionami 28,52 m, szerokość całkowita 8,32 m, a średnie zanurzenie 2,3 m. Napędzane były dwoma silnikami Cegielski-Sulzer 5AR25 o mocy po 600 KM każdy, umieszczonymi we wspólnym przedziale i napędzającymi, poprzez przekładnię redukcyjną, jedną śrubę. Prędkość maksymalna wynosiła 12,5 węzłów, zasięg – 2500 Mm. Jednostki wyposażono w hak i windę holowniczą Norwinch S-100-5 z uciągiem 13 ton. Kutry typu R-27 były również wyposażone w urządzenia do prowadzenia prac gaśniczych (pompy ratownicze i pożarowe o wydajności 150 t/h, działka i kurtyny wodne, 4 pompy przenośne o wydajności 50 t/h) i nurkowych. Załoga liczyła etatowo 12 osób, lecz faktycznie 10, a później nawet 7.
Serię zbudowała Stocznia Wisła w Gdańsku. Koszt budowy wynosił wówczas ok. 30 milionów zł.
Zbudowano cztery jednostki typu R-27:

M/s „Cyklon” (zwodowany w 1974 r.)

M/s „Huragan” (zwodow. w 1975 r.)

M/s „Tajfun” (zwodow. w 1975 r., w służbie od 1976 r.)

M/s „Sztorm-2” (zwodow. w 1976 r.)

## Służba
Jednostki typu R-27, wraz z mniejszymi R-17, stanowiły trzon polskiego ratownictwa morskiego od połowy lat 70. XX wieku. Dyżurowały w portach w Świnoujściu („Sztorm-2”), Kołobrzegu („Tajfun”), Ustce („Huragan”) i Helu („Cyklon”). W 1993 roku z dyżurowania wycofany został „Cyklon”, w 1995 „Huragan”, w 1998 „Tajfun” (służący od 1993 roku w Helu). „Sztorm-2” w 1999 roku przesunięty został ze Świnoujścia do Helu, gdzie  służył do 2011 roku.